# Curtea Constituțională a României
Curtea Constituțională a României (abreviat CCR) este unica autoritate de jurisdicție constituțională în România, independentă față de orice altă autoritate publică și care are, conform Constituției României, rolul de garant al supremației Constituției.

## Atribuții
Atribuțiile Curții sunt următoarele:
a) se pronunță asupra constituționalității legilor, înainte de promulgarea acestora;
b) se pronunță asupra constituționalității tratatelor sau a altor acorduri internaționale;
c) se pronunță asupra constituționalității regulamentelor Parlamentului;
d) hotărăște asupra excepțiilor de neconstituționalitate privind legile și ordonanțele, ridicate în fața instanțelor judecătorești sau de arbitraj comercial;
e) soluționează conflictele juridice de natură constituțională dintre autoritățile publice;
f) veghează la respectarea procedurii pentru alegerea Președintelui României și confirmă rezultatele sufragiului;
g) constată existența împrejurărilor care justifică interimatul în exercitarea funcției de Președinte al României și comunică cele constatate Parlamentului și Guvernului;
h) acordă aviz consultativ pentru propunerea de suspendare din funcție a Președintelui României;
i) veghează la respectarea procedurii pentru organizarea și desfășurarea referendumului și confirmă rezultatele acestuia;
j) verifică îndeplinirea condițiilor pentru exercitarea inițiativei legislative de către cetățeni;
k) hotărăște asupra contestațiilor care au ca obiect constituționalitatea unui partid politic;
l) îndeplinește și alte atribuții prevăzute de legea organică a Curții.

## Activitate

### Acte ale Curții Constituționale
Actele Curții pot fi împărțite în trei categorii: decizii, hotărâri și avize consultative. 
Hotărârile au în vedere vegherea asupra procesului alegerii Președintelui României, a desfășurării referendumurilor (CCR este singura instituție care poate exercita control asupra referendumurilor), a inițiativei legislative a populației, și constatarea factorilor ce ar necesita un interimat. Acestea nu au efecte juridice mai mari decât cele ale unui aviz.

### Obiecția de neconstituționalitate
Obiecția de neconstituționalitate face referire la dreptul Curții Constituționale de a desemna o lege ca neconstituțională, înainte de promulgarea acesteia. CCR este unicul organ din România ce are dreptul să o facă. Înainte de promulgare, Curtea poate fi sesizată de Președintele României, președintele uneia dintre cele două Camere ale Parlamentului (Senatul și Camera Deputaților; Curtea poate fi sesizată și de amândoi în același timp), Avocatul Poporului, Guvern, Înalta Curte sau de 50 de deputați ori 25 de senatori. Sesizarea necesită să fie scrisă și elaborată.

### Excepția de neconstituționalitate
Excepția de neconstituționalitate face referire la posibilitatea unei persoane de a pretinde neconstituționalitatea unei legi. 
După revizuirea Constituției din 2003, Curtea Constituțională primește dreptul expres al formării unei hotărâri asupra unei excepții de neconstituționalitate ridicate. Această schimbare a avut ca rol oferirea posibilității cetățenilor români de a se apăra în fața unei judecăți nedrepte bazate pe o lege neconstituțională.

## Componență
Curtea se compune din nouă judecători numiți pentru un mandat de nouă ani, care nu poate fi prelungit sau reînnoit. Câte trei judecători sunt numiți de către Camera Deputaților, Senat, respectiv de Președintele României. Componența Curții se înnoiește cu o treime din numărul judecătorilor din 3 în 3 ani, fiecare din autoritățile competente să efectueze numirile desemnând câte un judecător. Aplicarea acestui sistem de înnoire periodică a fost asigurată, la înființarea Curții, prin numirea primilor judecători pe durate de 3, 6 și 9 ani, pentru fiecare din aceste durate fiind desemnat, în mod corespunzător, câte un judecător din fiecare grupă. În cazul în care unul dintre judecători își încheie mandatul cu mai mult de 6 luni înainte de expirarea termenului pentru care a fost numit, instituția care l-a numit desemnează un nou judecător. Mandatul judecătorului astfel numit încetează la expirarea duratei mandatului pe care l-a avut judecătorul înlocuit.

### Membrii actuali ai Curții
| Numit de              | Nume (Funcție)                | Început de mandat | Final de mandat |
| --------------------- | ----------------------------- | ----------------- | --------------- |
| Senat                 | Mihai Busuioc                 | 2025              | 2034            |
| Senat                 | Cristian Deliorga             | 2019              | 2028            |
| Senat                 | Laura-Iuliana Scântei         | 2022              | 2031            |
| Camera Deputaților    | Csaba Asztalos                | 2025              | 2034            |
| Camera Deputaților    | Gheorghe Stan                 | 2019              | 2028            |
| Camera Deputaților    | Bogdan Licu                   | 2022              | 2031            |
| Președintele României | Dacian Dragoș                 | 2025              | 2034            |
| Președintele României | Simina Tănăsescu (președinte) | 2019 (2025)       | 2028            |
| Președintele României | Mihaela Ciochină              | 2022              | 2031            |

### Foști membri ai Curții
- Vasile Gionea (1992–1995)
- Ion P. Filipescu (1992–1995)
- Miklós Fazakás (1992–1995)
- Antonie Iorgovan (1992–1996)
- Viorel-Mihai Ciobanu (1992–1998)
- Mihai Constantinescu (1992–1998)
- Victor-Dan Zlătescu (1992–1998)
- Ioan Muraru (1992–2001)
- Florin Bucur Vasilescu (1992–2001)
- Ioan Deleanu (1995–1996)
- Lucian Stângu (1995–2004)
- Costică Bulai (1995–2004)
- Romul Petru Vonica (1996–2001)
- Nicolae Popa (1996–2004)
- Lucian Mihai (1998–2001)
- Constantin Doldur (1998–2006)
- Gábor Kozsokár (1998–2007)
- Șerban Viorel Stănoiu (2001–2007)
- Petre Ninosu (2001–2008)
- Ioan Vida (2001–2010)
- Nicolae Cochinescu (2001–2010)
- Aspazia Cojocaru (2004–2013)
- Acsinte Gaspar (2004–2013)
- Ion Predescu (2004–2013)
- Tudorel Toader (2006–2016)
- Augustin Zegrean (2007–2016)
- Valentin-Zoltán Puskás (2007–2016)
- Petre Lăzăroiu (2008–2019)
- Iulia Motoc (2010–2013)
- Mircea Ștefan Minea (2010–2019)
- Toni Greblă (2013–2015)
- Simona-Maya Teodoroiu (2015–2019)
- Valer Dorneanu (2013-2022)
- Daniel Morar (2013-2022)
- Mona Pivniceru (2013-2022)
- Marian Enache (2016-2025)
- Livia Stanciu (2016-2025)
- Attila Varga (2016-2025)

### Foști președinți ai Curții
- Vasile Gionea (1992–1995)
- Ioan Muraru (1995–1998)
- Lucian Mihai (1998–2001)
- Nicolae Popa (2001–2004)
- Ioan Vida (2004–2010)[8]
- Augustin Zegrean (2010–2016)
- Valer Dorneanu  (2016–2022)
- Marian Enache  (2022–2025)

## Decizii
Deciziile Curții Constituționale sunt definite și obligatorii și nu pot fi contestate în fața altor instanțe sau autorități. Toate autoritățile publice, persoanele fizice sau juridice trebuie să respecte deziile CCR. Textul deciziilor poate fi accesat pe site-ul web..
Un act declarat neconstituțional în Monitorul Oficial al României de către Curtea Constituțională devine inaplicabil sau trebuie modificat pentru a fi în conformitate cu Constituția. În cazul legilor, acestea rămân în vigoare timp de 45 de zile, perioadă în care Parlamentul sau Guvernul trebuie să le corecteze.

### Modalități de contestare
- Dacă o decizie a Curții Constituționale se bazează pe interpretarea unor articole din Constituție, Parlamentul poate iniția un proces complex de revizuire constituțională dacă există consens politic sau public.
- Prin reanalizarea jurisprudenței, Curtea Constituțională își poate schimba propria jurisprudență în contextul noilor sesizări.
- Dacă o decizie intră în conflict cu reglementările sau jurisprudența Curții de Justiție a Uniunii Europene, aceasta poate pune preisune pentru alinierea deciziilor cu dreptul european.
- O decizie națională poate fi contestată la Curtea Europeană a Drepturilor Omului dacă încalcă drepturile omului protejate de Convenția Europeană.

### Impactul deciziilor
Deși deciziile sunt definitive, alte autorități pot încerca să găsească soluții legislative sau interpretative pentru a reduce impactul deciziilor. Organizațiile internaționale pot evalua impactul deciziilor în contextul obligațiilor internaționale ale României. Precedentele internaționale pot influența indirect reinterpretarea în deciziile ulterioare.

## Controverse

### Acuze de colaborare cu Securitatea
Asemeni altor instituții ale democrației postcomuniste, au existat suspiciuni sau chiar verdicte de colaborare cu Securitatea, poliția politică a regimului comunist, pentru anumiți membri ai Curții Constituționale. Astfel, în aprilie 2007, deputatul PIN Cozmin Gușă a relevat presei faptul că doi judecători ai Curții Constituționale din acea vreme (Aspazia Cojocaru și Gábor Kozsokár) ar fi primit din partea Consiliului Național pentru Studierea Arhivelor Securității verdict de colaborare cu Securitatea.
CNSAS a confirmat doar în cazul Aspaziei Cojocaru respectivul verdict, dat în unanimitate. Judecătoarea a contestat verdictul, iar câteva săptămâni mai târziu, CNSAS a revenit asupra verdictului, spunând că Aspazia Cojocaru nu a făcut poliție politică.

### Respingerea candidaturii la președinție a Dianei Șoșoacă
Prin HOTĂRÂREA nr.2 din 5 octombrie 2024 privind contestarea înregistrării candidaturii doamnei Diana Iovanovici-Șoșoacă la alegerile pentru Președintele României din anul 2024, Curtea Constituțională a decis să admită contestațiile formulate de doamna Amalia Bellantoni și de domnul Mihai Gheorghe Ursa și anulează Decizia Biroului Electoral Central nr.18/D din 3 octombrie 2024 privind înregistrarea candidaturii și a semnului electoral ale doamnei Diana Iovanovici-Șoșoacă la alegerile pentru Președintele României din anul 2024, cu consecința interzicerii acesteia din a participa la alegeri.
Decizia este criticată de judecătorul în opoziție Laura Iuliana Scântei, care menționează mai multe încălcări procedurale, printre care ca: "Nicio dispoziție constituțională sau legală nu permite Curții Constituționale ca, pe calea interpretării propriei competențe (la rândul ei, expresă și limitativ prevăzută de Constituție si lege), să-și extindă și să completeze sfera atribuției de soluționare cu două noi condiții pentru depunerea candidaturilor, condiții care au o vădită natură subiectivă (întrucât vizează aspecte ce țin de comportamentul, opiniile și declarațiile unei persoane) și care nu au fost prevăzute nici în Constituție, nici în Legea nr. 370/2004 sau Legea nr. 47/1992".
Mai multe persoane publice, printre care Anca Alexandrescu, premierul Marcel Ciolacu, Elena Lasconi, Nicolae Ciucă, Crin Antonescu au criticat sau adus aluzii asupra infectivității soluției CCR.
Teorii ale conspirației au fost promovate de Antena3, care acuză că decizia CCR a venit ca urmare a unor măsuri promovate de președintele Klaus Iohannis, menit să încurajeze participarea la vot din partea electoratului de dreapta, al PNL, pentru a pedepsi presupusa implicare a PSD în decizia luată.